# Conrad Matthias Lunding
Conrad Matthias Lunding, född den 29 mars 1791 i Köpenhamn, död där den 11 mars 1829, var en dansk läkare, bror till Niels Christian och Vilhelm Lunding. 
Efter att först ha genomgått Borgerdydskolen i Köpenhamn kom han till Metropolitanskolen och dimitterades därifrån 1809. År 1815 underkastade han sig först den kirurgiska, därpå den medicinska examen och blev samma år, efter att i några månader ha utbildat sig på Fødselsstiftelsen, anställd som medicine kandidat, följande år som reservläkare på Frederiks Hospital under O.H. Mynster, efter vars död (1818) han någon tid var tillförordnad överläkare. Samtidigt fungerade han som underläkare vid Kongens Livkorps och hade 1816 fått bataljonskirurgs rang. År 1817 förvärvade han licentiat-, 1819 doktorsgraden. 
År 1820 slog han sig ned som praktiserande läkare i Ringsted, och 1822 utnämndes han til landfysikus i Själlands norra fysikat. År 1826 blev han som efterträdare till sin svåger F.G. Howitz - vars syster Louise Frederikke Howitz (1794-1856) han 1822 hade äktat - extraordinarie professor i farmakologi och rättsmedicin vid universitetet och underackuchör vid Fødselsstiftelsen, men dog redan tre år senare av giktfeber. Betydande avtryck kunde han således inte göra genom sin verksamhet, och hans disputationer och några i Det medicinske Selskabs Acta tryckta avhandlingar visar heller inte särskilt framträdande vetenskaplig begåvning, men han åtnjöt ett gott anseende som en kunskapsrik läkare och en i alla hänseenden duglig personlighet.